# Международные связи Екатеринбурга
Город Екатеринбург, «столица Урала», имеет обширные внешние связи. Екатеринбург является побратимом нескольких иностранных городов. В городе находятся множество дипломатических представительств, периодически проводятся дни культуры других городов и стран, проходят важные мероприятия международного уровня, принимаются визиты иностранных глав государств.

### Консульства иностранных государств
Екатеринбург занимает третье место в стране (после Москвы и Санкт-Петербурга) по количеству дипломатических представительств, при этом их консульские округа распространяются далеко за пределы Свердловской области, и обслуживают другие регионы Урала, Сибири и Поволжья.
В городе расположены дипломатические представительства следующих государств:
Генеральные консульства:

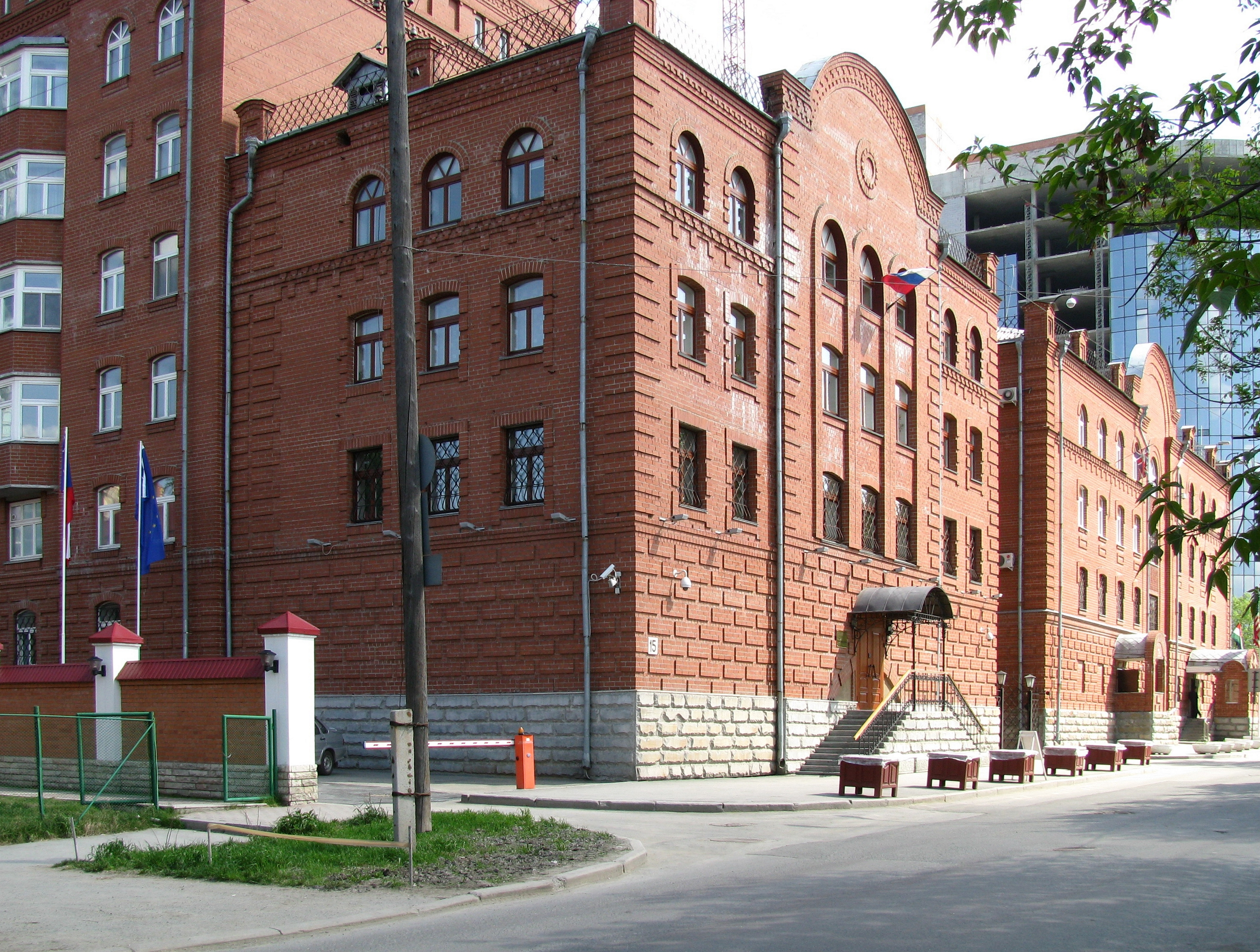
Здание, где размещались генеральные консульства США, Великобритании, Венгрии, Кипра, Чехии и Украины

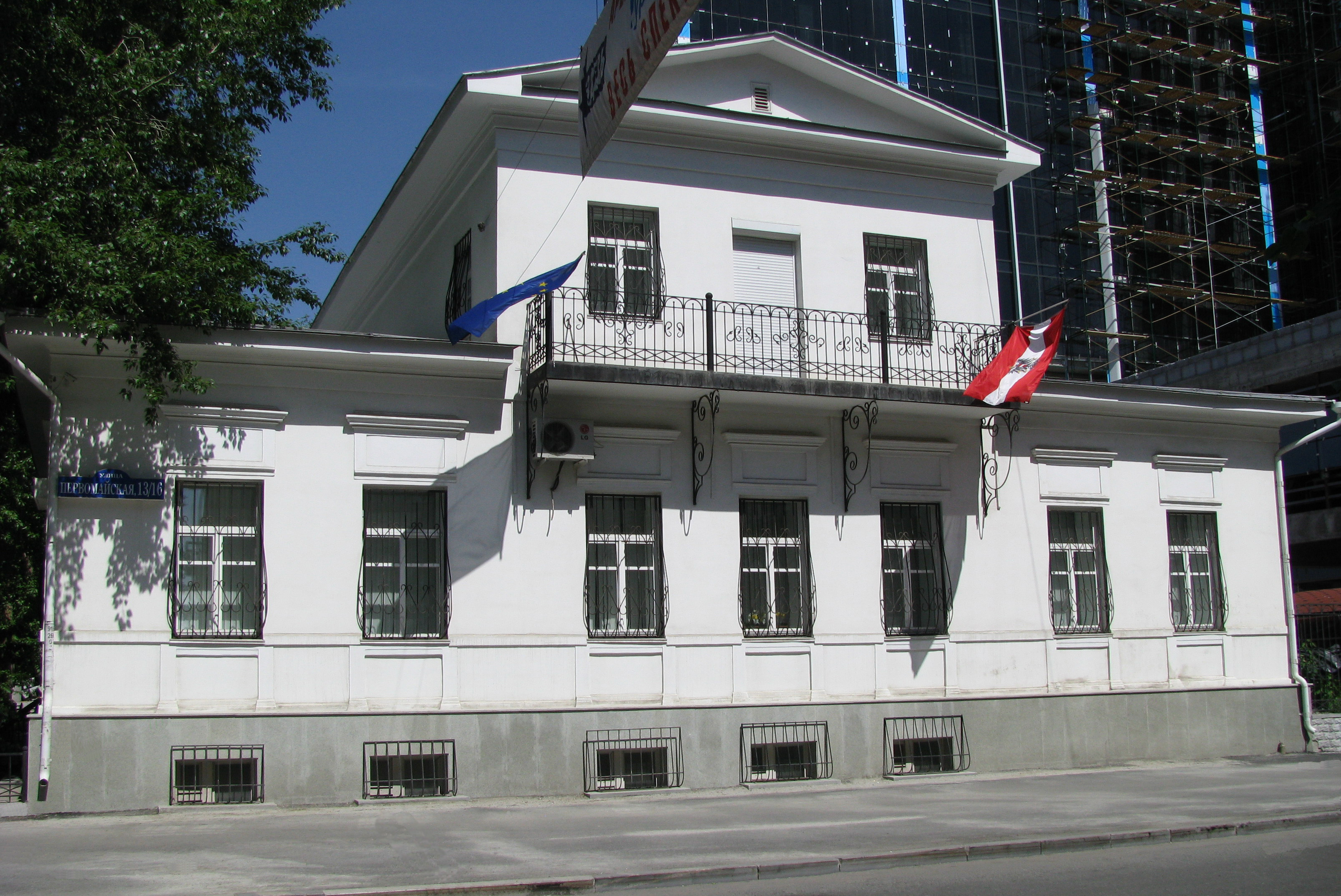
Почётное консульство Австрии в Екатеринбурге

Берлинские мишки — подарок Генерального консульства Германии городу Екатеринбургу

- Азербайджан (генеральное консульство, открыто в 2010 году[3])
- Беларусь (генеральное консульство, открыто в 2024 году[4][5], до этого с 2001 года в городе существовало отделение посольства)
- Великобритания (генеральное консульство)
- Венгрия (генеральное консульство, открыто в 2008 году[6])
- Вьетнам (генеральное консульство)
- Казахстан (генеральное консульство, открыто в 2023 году[7])
- Кипр (генеральное консульство)
- Кыргызстан (генеральное консульство)
- Китай (генеральное консульство, открыто в 2009 году[8])
- Таджикистан (генеральное консульство)
- Узбекистан (генеральное консульство, открыто в 2018 году[9])
- Франция (генеральное консульство)

Почётные консулы:
- Армения (почётный консул)
- Венгрия (почётный консул)
- Демократическая Республика Конго (почётный консул)
- Индия (почётный генеральный консул)
- Испания (почётный консул)
- Италия (почётный консул)
- Люксембург (почётный консул)
- Монголия (почётный консул)
- Словакия (почётный консул)
- Словения (почётный консул)
- Турция (почётный консул)

Ранее существовавшие консульства:
- США (генеральное консульство, открыто в 1994 году, приостановило работу в 2021 году)
- Украина (генеральное консульство, закрыто в 2022 году)
- Болгария (консульство,  приостановило работу в 2022 году)
- Германия (генеральное консульство, закрыто в 2023 году)
- Чехия (генеральное консульство, приостановило работу в 2022 году, закрыто в 2023 году)
- Австрия (почётный консул)

Визовые центры (единые визовые центры):
- Австралия (визовый центр)
- Австрия (визовый центр)
- Бельгия (визовый центр)
- Болгария (визовый центр)
- Великобритания (визовый центр)
- Венгрия (визовый центр)
- Вьетнам (визовый центр)
- Германия (визовый центр)
- Гонконг (визовый центр)
- Греция (визовый центр)
- Дания (визовый центр)
- Индия (визовый центр)
- Ирландия (визовый центр)
- Исландия (визовый центр)
- Испания (визовый центр)
- Италия (визовый центр)
- Канада (визовый центр)
- Кипр (визовый центр)
- Китай (визовый центр)
- Латвия (визовый центр)
- Литва (визовый центр)
- Мальта (визовый центр)
- Нидерланды (визовый центр)
- Новая Зеландия (визовый центр)
- Норвегия (визовый центр)
- ОАЭ (визовый центр)
- Польша (визовый центр)
- Португалия (визовый центр)
- Румыния (визовый центр)
- Сингапур (визовый центр)
- Словакия (визовый центр)
- Словения (визовый центр)
- США (визовый центр)
- Таиланд (визовый центр)
- Китайская Республика (визовый центр)
- Финляндия (визовый центр)
- Франция (визовый центр)
- Хорватия (визовый центр)
- Чехия (визовый центр)
- Швейцария (визовый центр)
- Швеция (визовый центр)
- Шри-Ланка (визовый центр)
- Эстония (визовый центр)
- ЮАР (визовый центр)
- Республика Корея (визовый центр)
- Япония (визовый центр)

Мобильные консульства:
- Мексика (консульство работало в период с 26.06.2018 по 28.06.2018 во время проведения ЧМ-2018)[10]

Планируется открыть представительства следующих государств:
- Израиль (генеральное консульство)[11]
- Индия (генеральное консульство)[12]
- Иран (генеральное консульство)[13]
- Португалия[14]
- Сальвадор
- Сербия[15]
- Таиланд[16]
- Турция (торговое представительство)[17]
- Швейцария (почетное консульство)
- ЮАР (почётное консульство)[18]

Помимо консульств в городе представлены:
- Центр информации и документации Европейского союза в Уральском регионе
- Представительство Европейского банка реконструкции и развития
- Региональное отделение торгового представительства Венгерской Республики
- Торговое представительство Республики Казахстан
- Представительство Финско-Российской Торговой Палаты в Свердловской области и Уральском регионе
- Агентство по поддержке чешского бизнеса «Czech Trade»
- Американский информационный центр
- Информационный центр Британского Совета
- Региональный центр французского языка и культуры «Французский Альянс»
- Представительство торговой миссии «ЮбиФранс»
- Японский информационный центр
- Бюро немецкого культурного центра им. Гёте
- Корреспондентский пункт Итальянского института внешней торговли
- Центр поддержки голландского бизнеса (NBSO)

### Города-побратимы
Количество городов-побратимов Екатеринбурга в разных источниках отличается. Так, по данным администрации Екатеринбурга в 2018 году у города было 14 побратимов, однако, по данным сайта Международной ассоциации «Породнённые города» — только 9.
Первым побратимом Екатеринбурга в 1955 году стал город Бирмингем (Великобритания). В 1957 году появился еще один побратим — румынский город Тимишоара. После этого город сделали закрытым для иностранцев, и развитие побратимских связей значительно затруднилось. В 1966 году были установлены побратимские связи с чехословацким городом Пльзень. Сотрудничество с другими городами возникало уже в постсоветское время. Сейчас ведётся активное сотрудничество со многими городами в сфере культуры, науки, промышленности. Примечательным фактом является, например, то, что эмблему клуба НХЛ «Сан-Хосе Шаркс» из города-побратима Сан-Хосе разработал екатеринбургский художник Анатолий Пасека.
Список городов-побратимов и городов-партнеров (2020):
| Страна, регион   | Город-побратим, город-партнер | Год установления связи             |
| ---------------- | ----------------------------- | ---------------------------------- |
| Чехия            | Пльзень                       | 1966, 2006 (протокол о намерениях) |
| США              | Сан-Хосе (Калифорния)         | 1992                               |
| Италия           | Генуя                         | 2003                               |
| Китай            | Гуанчжоу                      | 2002                               |
| Республика Корея | Инчхон                        | 2009                               |
| Болгария         | Пловдив                       | 2009                               |
| Швеция           | Гётеборг                      | 1994                               |
| Кыргызстан       | Бишкек                        | 1996                               |
| Великобритания   | Бирмингем                     | 2001                               |
| Италия           | Турин                         | 1998                               |
| Беларусь         | Минск                         | 2002                               |
| Франция          | Бассенс                       | 2003                               |
| Беларусь         | Могилёв                       | 2004                               |
| Республика Корея | Поханг                        | 2007                               |
| Республика Корея | Соннам                        | 2012                               |
| Алжир            | Аннаба                        | 2013                               |
| Словакия         | Высокие Татры                 | 2013                               |
| Венгрия          | Мишкольц                      | 2013                               |
| Китай            | Шихэцзы                       | 2016                               |
| Германия         | Ганновер                      | 2017                               |
| Монголия         | Селенгийский аймак            | 2017                               |
| Китай            | Жичжао                        | 2017                               |
| Китай            | Хунчунь                       | 2017                               |
| Китай            | Чэнду                         | 2018                               |

C 1993 года установлены дружеские отношения с немецким городом Вупперталь, который в некоторых источниках фигурирует как побратим Екатеринбурга.
C 2003 года было заключено несколько соглашений о дружбе и сотрудничестве с итальянским городом Генуя, который часто упоминается в источниках как город-побратим Екатеринбурга. Однако, соглашений о побратимстве заключено не было и Генуя не рассматривает Екатеринбург как побратима, признавая соглашения о сотрудничестве.
В 2004 году между Екатеринбургом и белорусским городом Могилёв было заключено соглашение об установлении и развитии экономических, научно-технических и культурных связей. Город часто называют побратимом Екатеринбурга, однако, Могилёв рассматривает Екатеринбург как город-партнер, отличая его городов-побратимов.
Кроме того, встречаются упоминания о том, что побратимом Екатеринбурга являлся украинский Днепропетровск.
Поступили предложения об установлении побратимских связей от городов Аннаба (Алжир), Мюнхен (Германия).
13 апреля 2010 г. председатель гордумы Евгений Порунов предложил наладить побратимские отношения между Екатеринбургом и Сухумом (Абхазия).
25 сентября 2017 года утверждено заключение Соглашения между Правительством Свердловской области (Россия) и Исполнительным Комитетом автономно-территориального образования Гагаузия (Гагауз-Ери) (Республика Молдова) о торгово-экономическом, научно-техническом и гуманитарном сотрудничестве. Соглашение было подписано в городе Екатеринбурге 11 июля 2017 года
В июле 2022 года побратимские отношения установлены с Минском.

### Международные мероприятия

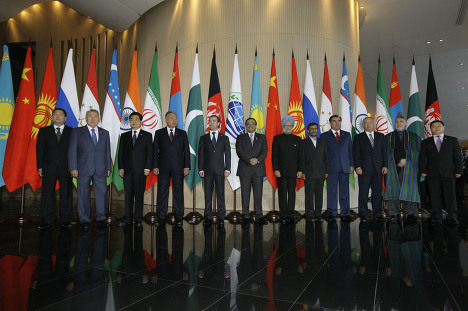
Саммит ШОС, июнь 2009

Ещё в советское время, несмотря на ограничения для въезда иностранцев, город посещали деловые, культурные, спортивные делегации зарубежных государств — в основном, дружественных соцстран, а также в город нанесли визиты ряд иностранных глав государств. В 1963 году в Свердловске прошла встреча Никиты Хрущёва с кубинским лидером Фиделем Кастро. Кроме того, в городе побывали делегации США во главе с Ричардом Никсоном, КНР во главе с Мао Цзэдуном, Индии во главе с Джавахарлалом Неру и Индирой Ганди, Финляндии с президентом Кекконеном, КНДР во главе Ким Ир Сеном, Ирана во главе с Реза Пехлеви, Чехословакии во главе с Людвиком Свободой, Вьетнама во главе с Хо Ши Мином, Индонезии во главе с Мухаммедом Сухарто, Эфиопии во главе с Хайле Селассие I, Венгрии во главе с Яношем Кадаром, ГДР во главе с Вальтером Ульбрихтом, Эриком Хонеккером и Вилли Штофом, Японии и др..
В постсоветской России в городе также проходят международные мероприятия и визиты, в том числе высокого и высшего уровня. В 2003 году в городе прошёл российско-германский саммит с участием глав государств Владимира Путина и Герхарда Шрёдера. В июне 2009 года Екатеринбург стал центром проведения двух международных мероприятий — саммитов стран Шанхайской Организации Сотрудничества и БРИК. Впервые в истории город одновременно посетили 12 глав государств.
С 2010 года в Екатеринбурге на территории Екатеринбург-Экспо проходит международная промышленная выставка «Иннопром», среди стран-партнёров которой в разные годы были Объединённые Арабские Эмираты, Белоруссия, Казахстан, Италия, Турция, Япония, Индия и Китай.
3—4 июня 2013 года в Екатеринбурге состоялся 31-й саммит Россия—Европейский Союз. До этого саммиты с участием глав России и европейских структур принимали Санкт-Петербург, Нижний Новгород, Ростов-на-Дону, Хабаровск и Ханты-Мансийск.
В июле 2019 года в рамках X Международной промышленной выставки «Иннопром» в Екатеринбурге состоялся второй Глобальный саммит производства и индустриализации (GMIS). Соглашение о проведении саммита подписали на Петербургском международном экономическом форуме (ПМЭФ) в мае 2018 года.
31 октября 2019 года в Екатеринбурге состоялся Всемирный день городов ООН-Хабитат.
В 2020 году в Екатеринбурге пройдет девятая Российско-Киргизская конференция.
В 2021 году в Екатеринбург состоится всемирный саммит спорта и бизнеса SportAccord.
19—31 августа 2023 года в Екатеринбурге с участием 36 стран прошёл Международный фестиваль университетского спорта, заменивший Летнюю Универсиаду 2023.